# Underbart är kort
Underbart är kort är en sång från 1955, skriven av Povel Ramel. Den har tolkats av flera kända artister bland andra Monica Zetterlund, Cornelis Vreeswijk, Johanna Grüssner och The Real Group. 
En engelsk översättning av Johan Christher Schütz gavs ut 2007 med titeln Wonderful is Brief.

### Fotnoter
1. ↑  ”Underbart är kort”. Svensk mediedatabas. 26 februari 1955. http://smdb.kb.se/catalog/id/000082635. Läst 27 maj 2013.